# Guelfo Enrico di Hannover
Guelfo Enrico di Hannover (nome completo in tedesco Welf Heinrich Ernst August Georg Christian Berthold Friedrich Wilhelm Louis Ferdinand, detto Welfi; Gmunden, 11 marzo 1923 – Francoforte sul Meno, 12 luglio 1997) è stato un principe tedesco.

## Biografia

### Giovinezza
Il principe Guelfo Enrico nacque nel 1923, come ultimogenito del duca Ernesto Augusto e di Vittoria Luisa di Prussia, e crebbe tra le attuali Germania e Austria.
Si iscrisse alla Gioventù hitleriana e studiò diritto all'Università Georg-August di Gottinga, dove si laureò dopo la fine della guerra con una tesi in diritto spaziale, suscitando scalpore negli ambienti del settore.

### Matrimonio
Il 20 settembre 1960 sposò civilmente a Büdingen la principessa Alexandra zu Ysenburg und Büdingen (1937-2015). Si sposarono religiosamente il giorno seguente nella Marienkirche della stessa città.

### Carriera e morte
Lavorò come avvocato e impiegato di banca a Francoforte sul Meno e tenne una serie di conferenze negli Stati Uniti d'America. Nel 1972 si candidò alle elezioni legislative in Bassa Sassonia, senza tuttavia vincerle.
Morì nel 1997, dopo un lungo periodo di malattia. Venne tumulato a Büdingen.

## Titoli e trattamento
- 11 marzo 1923 - 12 luglio 1997: Sua Altezza Reale, il principe Guelfo Enrico di Hannover, duca di Brunswick

## Ascendenza
|                                                                |                          |                                                             | Genitori                                                       |  |  | Nonni |  |  | Bisnonni              |  |  | Trisnonni                     |  |
|                                                                |                          |                                                             |                                                                |  |  |       |  |  | Giorgio V di Hannover |  |  | Ernesto Augusto I di Hannover |  |
|                                                                |                          |                                                             |                                                                |  |  |       |  |  | Giorgio V di Hannover |  |  | Ernesto Augusto I di Hannover |  |
|                                                                |                          | Federica di Meclemburgo-Strelitz                            |                                                                |  |  |       |  |  | Giorgio V di Hannover |  |  |                               |  |
| Ernesto Augusto di Hannover                                    |                          |                                                             |                                                                |  |  |       |  |  | Giorgio V di Hannover |  |  |                               |  |
|                                                                |                          | Maria di Sassonia-Altenburg                                 | Giuseppe di Sassonia-Altenburg                                 |  |  |       |  |  |                       |  |  |                               |  |
|                                                                |                          | Maria di Sassonia-Altenburg                                 | Giuseppe di Sassonia-Altenburg                                 |  |  |       |  |  |                       |  |  |                               |  |
|                                                                |                          | Maria di Sassonia-Altenburg                                 | Amalia di Württemberg                                          |  |  |       |  |  |                       |  |  |                               |  |
| Ernesto Augusto di Hannover                                    |                          | Maria di Sassonia-Altenburg                                 |                                                                |  |  |       |  |  |                       |  |  |                               |  |
|                                                                |                          | Cristiano IX di Danimarca                                   | Federico Guglielmo di Schleswig-Holstein-Sonderburg-Glücksburg |  |  |       |  |  |                       |  |  |                               |  |
|                                                                |                          | Cristiano IX di Danimarca                                   | Federico Guglielmo di Schleswig-Holstein-Sonderburg-Glücksburg |  |  |       |  |  |                       |  |  |                               |  |
|                                                                |                          | Cristiano IX di Danimarca                                   | Luisa Carolina d'Assia-Kassel                                  |  |  |       |  |  |                       |  |  |                               |  |
| Thyra di Danimarca                                             |                          | Cristiano IX di Danimarca                                   |                                                                |  |  |       |  |  |                       |  |  |                               |  |
|                                                                |                          | Luisa d'Assia-Kassel                                        | Guglielmo d'Assia-Kassel                                       |  |  |       |  |  |                       |  |  |                               |  |
|                                                                |                          | Luisa d'Assia-Kassel                                        | Guglielmo d'Assia-Kassel                                       |  |  |       |  |  |                       |  |  |                               |  |
|                                                                |                          | Luisa d'Assia-Kassel                                        | Luisa Carlotta di Danimarca                                    |  |  |       |  |  |                       |  |  |                               |  |
| Guelfo Enrico di Hannover                                      |                          | Luisa d'Assia-Kassel                                        |                                                                |  |  |       |  |  |                       |  |  |                               |  |
|                                                                | Federico III di Germania | Guglielmo I di Germania                                     |                                                                |  |  |       |  |  |                       |  |  |                               |  |
|                                                                | Federico III di Germania | Guglielmo I di Germania                                     |                                                                |  |  |       |  |  |                       |  |  |                               |  |
|                                                                | Federico III di Germania | Augusta di Sassonia-Weimar-Eisenach                         |                                                                |  |  |       |  |  |                       |  |  |                               |  |
| Guglielmo II di Germania                                       | Federico III di Germania |                                                             |                                                                |  |  |       |  |  |                       |  |  |                               |  |
|                                                                |                          | Vittoria di Sassonia-Coburgo-Gotha                          | Alberto di Sassonia-Coburgo-Gotha                              |  |  |       |  |  |                       |  |  |                               |  |
|                                                                |                          | Vittoria di Sassonia-Coburgo-Gotha                          | Alberto di Sassonia-Coburgo-Gotha                              |  |  |       |  |  |                       |  |  |                               |  |
|                                                                |                          | Vittoria di Sassonia-Coburgo-Gotha                          | Vittoria del Regno Unito                                       |  |  |       |  |  |                       |  |  |                               |  |
| Vittoria Luisa di Prussia                                      |                          | Vittoria di Sassonia-Coburgo-Gotha                          |                                                                |  |  |       |  |  |                       |  |  |                               |  |
|                                                                |                          | Federico VIII di Schleswig-Holstein-Sonderburg-Augustenburg | Cristiano di Schleswig-Holstein-Sonderburg-Augustenburg        |  |  |       |  |  |                       |  |  |                               |  |
|                                                                |                          | Federico VIII di Schleswig-Holstein-Sonderburg-Augustenburg | Cristiano di Schleswig-Holstein-Sonderburg-Augustenburg        |  |  |       |  |  |                       |  |  |                               |  |
|                                                                |                          | Federico VIII di Schleswig-Holstein-Sonderburg-Augustenburg | Luisa Sofia di Danneskiold-Samsøe                              |  |  |       |  |  |                       |  |  |                               |  |
| Augusta Vittoria di Schleswig-Holstein-Sonderburg-Augustenburg |                          | Federico VIII di Schleswig-Holstein-Sonderburg-Augustenburg |                                                                |  |  |       |  |  |                       |  |  |                               |  |
|                                                                |                          | Adelaide di Hohenlohe-Langenburg                            | Ernesto I di Hohenlohe-Langenburg                              |  |  |       |  |  |                       |  |  |                               |  |
|                                                                |                          | Adelaide di Hohenlohe-Langenburg                            | Ernesto I di Hohenlohe-Langenburg                              |  |  |       |  |  |                       |  |  |                               |  |
|                                                                |                          | Adelaide di Hohenlohe-Langenburg                            | Feodora di Leiningen                                           |  |  |       |  |  |                       |  |  |                               |  |
|                                                                |                          | Adelaide di Hohenlohe-Langenburg                            |                                                                |  |  |       |  |  |                       |  |  |                               |  |